# Wilhelm Derfelden
Wilhelm Christoforowicz Derfelden (en ruso, Вильгельм Христофорович Дерфельден) (1735-1819) fue un general ruso.
Las habilidades de Derfelden ya se habían demostrado durante la guerra ruso-turca de 1768-1774, pero se hizo famoso sobre todo durante la guerra ruso-turca de 1787-1792, donde combatió junto a Suvórov. En 1791, era comandante de un cuerpo que hizo frente a Lituania, y, durante la guerra ruso-polaca de 1792, era comandante de un cuerpo de Rusia que atacaba en Ucrania. En 1794, durante la Insurrección de Kościuszko, participó en el asalto de Praga. Después de la campaña en Polonia cae en desgracia Pablo I de Rusia y sólo volvió al servicio en 1799 cuando Constantino Pávlovich lo envió con una fuerza a Italia en contra de los revolucionarios franceses. Suvórov le dio el mando del cuerpo de 10.000 hombres. Aquí se distinguió durante la batalla de Novi y la marcha a través de los Alpes. Después de esta campaña, se retiró del servicio activo.